# Sidonganti
Sidonganti is een bestuurslaag in het regentschap Tuban van de provincie Oost-Java, Indonesië. Sidonganti telt 4567 inwoners (volkstelling 2010).